# Salon du livre et du disque basques de Durango

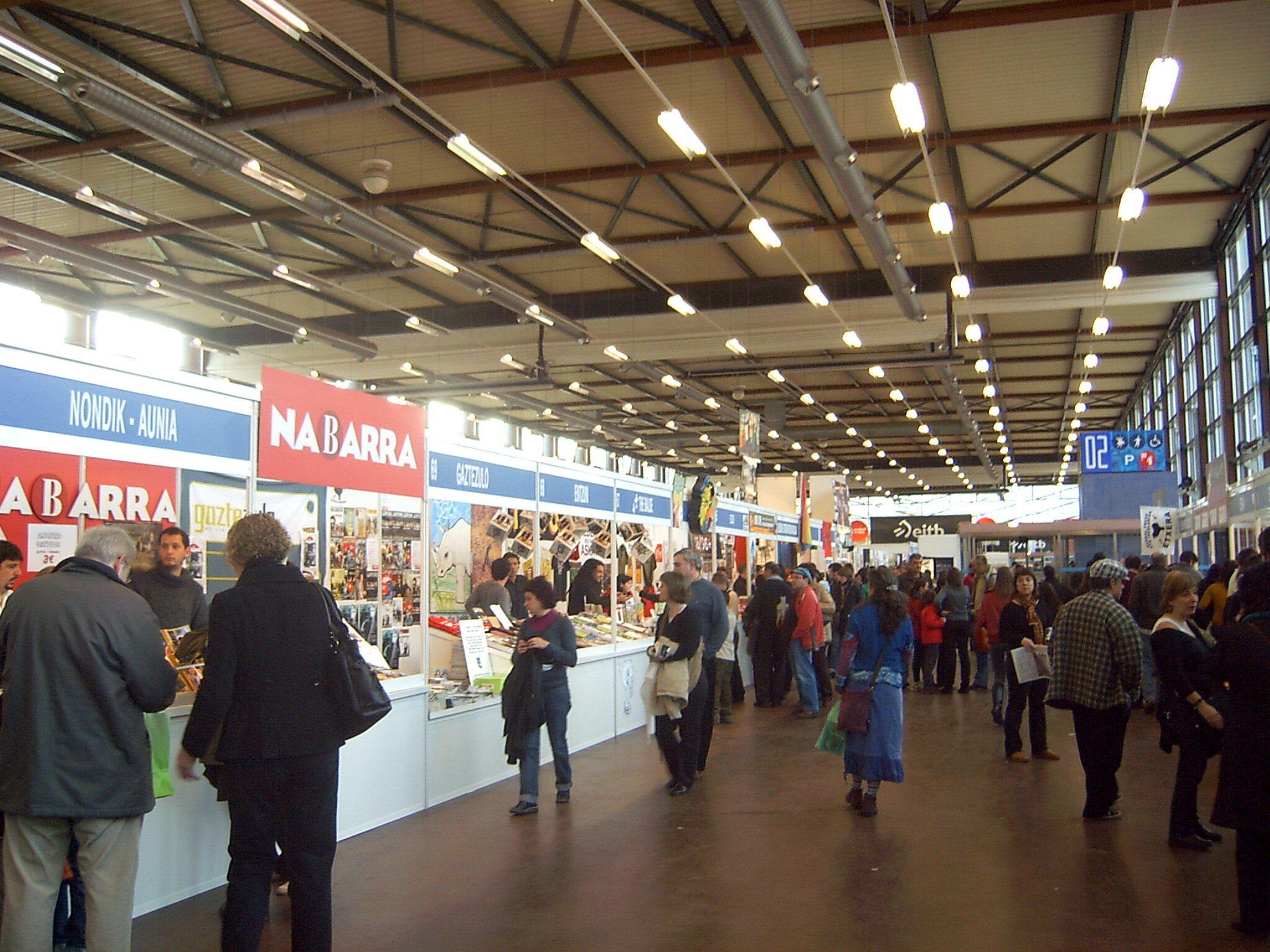
Kiosques de ventes.

Le Salon du livre et du disque basques de Durango est un rendez-vous annuel important de la culture basque et majeur pour le Pays basque, qui a lieu au centre d'exposition Landa. Le salon avec près de 4 000 m2 de surface, présente plus de 30 000 références de disques et de livres en langue basque dans leur très grande majorité, des concerts et des expositions, le tout dans une ambiance festive. 
L'association Gerediaga créa le premier Salon du livre et du disque basques en 1965 (Durangoko Euskal Liburu eta Disko Azoka), pendant la dictature de Franco. Seulement dix-neuf exposants se rassemblèrent à la crypte de l'église Andra Mari, à la fête de la Toussaint jusqu'en 1974, puis au marché jusqu'en 1996. Ensuite, le succès croissant et par manque de place, le Salon fut organisé sous des chapiteaux installés dans divers terrains. Depuis 2003, le public est accueilli au centre d'exposition Landa.

## Le prix Argizaiola
Le prix Argizaiola a pour objectif de récompenser les personnes ou les institutions qui travaillent en faveur de la langue et de la culture basques. Ils sont surtout décernés à ceux qui, dans les années difficiles, ont travaillé malgré les plus grandes difficultés, « illuminant l’obscurité ». Depuis 2001, la cérémonie de remise de ces prix fait partie du programme du salon du livre et du disque basques de Durango.
- 1992 : Jon Bilbao
- 1993 : Bernardo Estornes
- 1994 : Eusko Ikaskuntza (Société d'études basques)/ Euskaltzaindia (Académie de la langue basque)
- 1995 : Koldo Larrañaga, Benito Ansola, Pio Caro Baroja, Fernando Larrukert, Nestor Basterretxea, Euskadiko Filmoteka
- 1996 : Antonio Zavala
- 1997 : Bittor Kapanaga
- 1998 : Juan José Agirre
- 1999 : José María Jimeno Jurio
- 2000 : Klaus Niebel
- 2001 : Juan San Martin
- 2002 : Labayru ikastegia (Maison d'édition)
- 2003 : Gerardo Bujanda
- 2004 : Txillardegi
- 2005 : Gotzon Garate
- 2006 : Jakin
- 2007 : Maiatz Elkartea
- 2008 : Juan Zelaia
- 2009 : Libe Goñi, Izaskun Gastesi, Begoña Aranguren, Izaskun Arrue et Karmele Esnal.
- 2010 : Imanol Urbieta
- 2011 : Iñaki Beobide
- 2012 : Benito Lertxundi
- 2013 : William Anthony Douglass
- 2014 : Anuntxi Arana
- 2015 : Aux fondateurs du salon de Durango: Jose Luis Lizundia, Leopoldo Zugaza, Carmen Miranda, Maria Concepcion Astola, Maria Rosario Astola, Arrate Salazar, Koldo Alzibar et Jesus Astigarraga, mais aussi Jesus Maria Astola, Bixente Kapanaga, Julian Berriozabalgoitia et Salvador Solaegi
- 2016 : Personnes qui ont fait du "travail de fourmi" pour la Culture Basque. Au nom de toutes ces personnes : Kepa Mendia Landa (Álava), Justo Alberdi Artetxe (Bizkaia), Jaime Albillos Arnaiz (Gipuzkoa), Patxika Erramuzpe (Pays Basque Nord) et Carmen Belaza (Navarra)

En 2017, le prix a été abandonné et un nouveau prix pour la créativité est décerné à la place.